# Güneş Emir
Güneş Emir (* 10. Mai 1985 in Istanbul) ist eine türkische Schauspielerin.

## Leben und Karriere
Emir wurde am 10. Mai 1985 in Istanbul geboren. Sie studierte an der Universität Istanbul. Danach setzte sie ihr Studium an der Hacettepe-Universität fort.
Ihr Debüt gab sie 2002 in dem Film O Şimdi Asker. Von 2009 bis 2011 war sie in der Fernsehserie Deniz Yıldızı zu sehen. Unter anderem wurde sie 2013 für die Serie A.Ş.K. gecastet. Im selben Jahr bekam Emir in dem Film Erkekler eine Hauptrolle. Außerdem spielte sie 2014 in Paramparça mit. Zwischen 2020 und 2021 trat Emir in der Serie Kuzey Yıldızı İlk Aşk auf.

## Filmografie
- 2002: O Şimdi Asker
- 2009–2011: Deniz Yıldızı (Fernsehserie)
- 2013: A.Ş.K. (Fernsehserie)
- 2013: Erkekler
- 2013–2014: İkinci Oğul Şüpheli (Fernsehserie)
- 2014: Paramparça (Fernsehserie)
- 2020–2021: Kuzey Yıldızı İlk Aşk (Fernsehserie)

## Theater
- 2011–2013: Beni Yeniden Sev
- 2014: Babam Dokuz Doğurdu